# Задньоязиковий приголосний
Задньоязико́вий при́голосний — приголосний звук, що утворюється при зімкнені задньої частини язика з м'яким піднебінням.

## Приголосні ґ, к, х
Задньоязиковими зімкненими приголосними є [ґ], [к]. Унаслідок раптового прориву цього зімкнення струменем повітря утворюється специфічний для цих приголосних шум. Глухий [к] вимовляється без участі голосу, а дзвінкий [ґ] — з участю голоса.
Задньоязиковий щілинний [х] — основний алофон відповідної фонеми. При його вимові задня частина спинки язика зближується із заднім краєм твердого піднебіння і суміжною з ним частиною м'якого піднебіння, внаслідок чого утворюється щілина. Видихуване повітря, проходячи крізь цю щілину, утворює характерний шум. За положенням голосових зв'язок це глухий звук.
У позиції перед [і], а також у запозичених словах заднього ряду українські фонеми /ґ/, /к/, /х/ виступають у своїх напівпом'якшених алофонах [ґ́] , [к ́] , [х ́] , наприклад кістка, кількість, хірт, хіть, Ґійом, Ґюльфем, кювет.
| МФА | Опис                        | Приклад    | Приклад    | Приклад  | Приклад  |
| МФА | Опис                        | Мова       | Орфографія | МФА      | Значення |
| --- | --------------------------- | ---------- | ---------- | -------- | -------- |
|     | Глухий велярний проривний   | Українська | корова     | [korova] | корова   |
|     | Дзвінкий велярний проривний | Українська | ґава       | [ɡava]   | ґава     |
|     | Глухий велярний фрикативний | Українська | мох        | [mox]    | мох      |